# Vele al vento
Vele al vento è un singolo del cantautore italiano Cosmo, pubblicato il 3 dicembre 2021 come secondo estratto dall'album in studio La terza estate dell'amore.